# Rick Hunter
Rick Hunter (En su nombre original del personaje, Hikaru Ichijyo escrito en japonés, 一条 輝 Ichijō Hikaru) es un personaje ficticio de la serie Robotech. Es un piloto de combate varitech comandando al escuadrón Bermellón, y posteriormente el Escuadrón Skull, teniendo como compañeros a Max Sterling y a Ben Dixon. Originalmente era un piloto de la RDF (Fuerza de Defensa Robotech) y después de la primera guerra Robotech se convertiría en el Supremo Almirante de la Fuerza Expedicionaria Robotech durante la Expedición Pionera.

## Biografía

### Antes de la Guerra Robotech
Rick Hunter era un joven piloto de avionetas en el Circo Volador de Mitchell Hunter al lado de Roy Fokker, Rick y Roy fueron casi hermanos, con ambos cuidándose el uno al otro. Sin embargo, al estallar la guerra de naciones Roy abandona el Circo para unirse a la Fuerza Aérea de los Estados Unidos y posteriormente a la fuerza de combate Varitech. En el Tiempo que Roy estaba ausente, Rick se convirtió en uno de los mejores pilotos de avionetas de los Estados Unidos al ganar ocho veces seguidas el campeonato amateur de avionetas.

### Primera Guerra Robotech
Cuando acabó la Guerra Civil Mundial, Rick fue a la Isla Macross en busca de Roy, el cual no había cumplido su promesa de volver cuando terminara la Guerra. Cuando la Isla fue Atacada por los Zentraedi, Rick accidentalmente toma un VF-1 Valkyre tipo entrenamiento. Al ser incapaz de manejarlo, Roy llega y le cuenta que los Varitech fue lo que lo hizo quedarse en el ejército. Durante la batalla Rick conoce a Mimmey y luego de salvarla de soldados Zentraedi, ambos forman una rápida amistad.
Rick y Mimmey logran escapar al SDF-1 justo antes de que el SDF-1 hiciera su transposición a Júpiter. En el SDF-1, Rick se une a las Fuerzas de defensa de la nave y debido a su habilidad, sube rápido los rangos hasta convertirse en Teniente donde se le asigna su propio escuadrón conocido como Bermellón, compuesto de Max Sterling y Ben Dixon.
Durante la guerra, Rick y Lisa Hayes empiezan a conocerse mejor y con el tiempo forman una amistad debido a que Mimmey se había distanciado de Rick por su carrera como cantante. Debido a la trágica muerte de Roy Fokker, Rick termina heredando su Varitech y el liderazgo del Escuadrón Skull. Después de la Primera Guerra Robotech, Rick y su escuadrón defendieron los poblados de los Zentraedi frustrados al mando de Khyron hasta la batalla de Nueva Macross, donde Rick logra declarar sus sentimientos a Lisa y le promete que construirán el SDF-3 para llegar a las estrellas.
Su graduación militar al terminar la Primera Guerra es Capitán.

### La Guerra de Crystal
Rick estuvo al mando del SDF-3 durante la Guerra de Crystal.

### La Expedición Pionera
Rick, ya convertido en General, es una parte importante de las Fuerzas Expedicionarias. El día antes que el SDF-3 partiera a Tirol, él y Lisa se casan y viven una corta luna de miel. Rick fue una parte importante en la batalla de los Centinelas y su Guerra contra el Regente Invid y la liberación del Grupo Local de Fantoma. Después de más de 20 años de lucha, T.R. Edwards traiciona a los Centinelas y se alía con el Regente, Edwards daña críticamente el SDF-3 y deja malherida a Lisa que estaba embarazada de Rick, después de salvarla, con la ayuda de los Centinelas, T.R. Edwards es localizado y asesinado en Optera.

### La Tercera Guerra Robotech
Después de la muerte de T.R. Edwards, Rick y la Fuerza Expedicionaria vuelven a la tierra para Liberarla de la Regis Invid. Pero antes del ataque final a la Colmena Invid conocida como el Punto Reflex, Rick decide probar la potencia de los Misiles Neutron-S. La prueba resulta catastrófica y el SDF-3 y el Deukalion terminan críticamente dañados, después de que Vince Grant llegara en el Icarus para ayudar, son atacados por un enemigo desconocido, Vince es forzado ha abandonar al SDF-3 que es succionado por el agujero negro formado por el Misil Neutron-S.